# Santa Ynez (Kalifornija)
Santa Ynez je naseljeno područje za statističke svrhe u američkoj saveznoj državi Kalifornija. Prema popisu stanovništva iz 2010. u njemu je živjelo 4.418 stanovnika.